# Понгал
Понгал — Фестиваль врожаю (Pongal) святкується в січні після дня зимового сонцевороту.

## Зміст свята
Дата Понгалу визначена на основі сонячного календаря, тому вона незмінна з року в рік. Дні Понгалу надзвичайно сприятливі для індусів і астрономічно важливі — щорічно приблизно 14 січня сонце починає свою шестимісячну подорож на північ (Uttarayana), переходячи в сузір'я Козорога (сидеричне). Це небесна подія і святкується в Південній Індії під назвою Понгал. Фестиваль проходить в дні цвітіння полів, тому Понгал і вважається, особливо в селянських громадах, святкуванням процвітання, благополуччя і гарного врожаю. У це свято готують рис першого врожаю після довгої і суворої зими. Слово «Понгал» (Pongal) означає «страва солодкого рису», яке готується на честь свята. Під час фестивалю селяни також висловлюють свою подяку Богу Сонця і корові за отримання хорошого врожаю. Це дуже важливе свято для всіх індусів. Згідно міфології, в цей день боги приходять на землю після шести місяців довгої ночі. Фестиваль Понгал є одним з головних фестивалів Південної Індії, в Північній і Центральній Індії свято проходить під назвою Макар Санкранті (Makar Sankranti). Свято триває чотири дні.
У перший день, званий фестиваль Боги (Bhogi Festival), святкування обмежується межами сімейного вогнища.
Другий (головний) день іменується Сурья Понгал (Surya Pongal) на честь Бога Сонця. У цей день сонцю підносяться різні страви з рису. Жінки прикрашають центри внутрішніх двориків своїх будинків красивими візерунками, зробленими з рисового борошна та червоної глини.
Третій день — Маат Понгал (Maatu Pongal), або Понгал худоби. Домашню худобу чистять і миють, роги тварин полірують, розфарбовують і прикрашають. Її також очікує підсолоджене питво з рису — «Понгал». Іноді в цей день влаштовують ігри з биками. До рогу бика прив'язують мішечок з грошима, і юнаки намагаються зняти його у бика на бігу.
Четвертий день — Канума Понгал (Kanum Pongal). Святкування закінчуються в сімейному колі, з родичами. Всі обмінюються привітаннями з родичами і друзями. Розглядаючи це свято як початок сезону врожаю, кожен сподівається, що він принесе родючість, успіх, щастя і веселощі.